# Mörkrets makter
Mörkrets makter (trad. litt. « Les pouvoirs des ténèbres ») est une version suédoise du roman Dracula de Bram Stoker de 1897, publié en 1899 sous forme de feuilleton dans le journal Dagen et crédité uniquement aux noms de Bram Stoker et de « A—e », auteur resté anonyme.
Il s'agit d'une variante ou d'une adaptation plutôt que d'une traduction directe, avec des personnages supplémentaires, de nouveaux éléments d'intrigue et des différences significatives par rapport à l'original. Il a servi de base à une version islandaise, Makt Myrkranna, qui est parue à la fois sous forme de feuilleton dans un journal et de livre.
Mörkrets makter minimise le vampirisme du roman de Stoker et dépeint Dracula principalement comme le chef d'un culte international inspiré du darwinisme social, dont le but est l'élimination des plus faibles et la domination mondiale par une élite.
On a longtemps supposé qu'il était basé sur des éléments perdus ou non publiés du roman de Stoker, tels que des notes préparatoires et des premières ébauches, mais des recherches plus récentes se demandent si la traduction est essentiellement une contrefaçon contemporaine, entreprise à l'insu ou sans le consentement de Stoker. Au XXIe siècle, de nouvelles recherches universitaires et un regain d'intérêt pour la variante ont conduit à plusieurs nouvelles traductions et éditions.
L’œuvre a été traduite en anglais sous le titre Powers of Darkness mais reste inédite dans les pays francophones.

## Histoire
Comme son roman source, Mörkrets makter est une histoire d'horreur gothique sur un Anglais visitant un château de Transylvanie pour organiser l'achat par son propriétaire aristocrate, d'une nouvelle propriété en Angleterre.

### Différences entreDraculaetMörkrets makter
Ici, le visiteur est Thomas, Tom ou Tómas Harker, au lieu de Jonathan, et Dracula devient Draculitz. La première partie de l'histoire est similaire à celle de Stoker, mais là où Dracula de Stoker vit seul, dans Mörkrets makter, il partage son château avec une femme de ménage sourde-muette et un culte d'adeptes ressemblant à des singes. Harker suit la gouvernante dans un « temple » secret au sous-sol, où il découvre le culte pratiquant un sacrifice rituel, mais Draculitz ne boit pas le sang de leurs victimes féminines ; il ne se métamorphose pas non plus, comme dans le roman original. Dans les deux variantes nordiques, Harker rencontre une belle femme blonde dans le château, plutôt que les trois sœurs vampires, ou épouses, du livre de Stoker ; et alors qu'il est soulagé d'être sauvé par l'interruption du comte dans Dracula, dans Mörkrets makter, il est attiré par elle et continue secrètement à la rencontrer, désobéissant aux instructions de son hôte.
Une fois arrivé en Angleterre, Draculitz apparaît souvent en public, bavardant agréablement avec Wilma ou Vilma (anciennement appelée Wilhelmina ou Mina) et Lucy (appelée Western plutôt que Westenra) dans le cimetière de Whitby, rendant visite à Lucy lorsqu'elle est malade et accueillant une grande fête avec une liste d'invités internationaux à Carfax à Londres ; le Dracula de Stoker reste la plupart du temps dans l'ombre. Dans Mörkrets makter, Draculitz n'attaque pas Wilma. Au lieu de cela, elle rejoint Hawkins et deux nouveaux personnages — les détectives Edward Tellet et Barrington Jones — et ensemble, ils mènent leur enquête en Transylvanie et au château de Dracula, assistés par la police secrète hongroise. Contrairement à Dracula, Van Helsing et ses alliés restent en Angleterre, où ils tuent Draculitz au retour de Mina et de son groupe.
Les nouveaux personnages incluent l'oncle Morton de Mina et des aristocrates : le prince Koromezzo, la comtesse Ida Varkony et Madame Saint Amand. Le personnage de Renfield ne se retrouve dans aucune des versions nordiques. D'autres personnages de l’œuvre d'origine restent intacts et font même partie des victimes des vampires : Holmwood et Seward meurent après avoir été respectivement la proie de Lucy et de la comtesse Vàrkony,,.
Les critiques et les universitaires ont noté l'érotisme plus évident des Draculas suédois et islandais : dans le Guardian, le critique Colin Fleming a écrit que là où les métaphores sexuelles de Stoker « servent des concepts plus profonds et sombres », Makt Myrkranna « aurait pu avoir le sous-titre Luxure dans une Cape » ; il note la préoccupation de Draculitz pour les seins féminins.

### Le darwinisme social et laFin de Siècle
Draculitz est non seulement responsable du culte qui se rassemble dans son château, mais il est connu pour correspondre avec des dirigeants internationaux, comme des politiciens et des aristocrates anglais, pour organiser la domination du monde. Il dit à plusieurs reprises que « le monde appartient aux forts » et proteste contre le fait que les membres de l'élite ont été réprimés par la majorité pendant trop longtemps ; son mouvement grandit cependant et va conquérir le monde. Ses opinions reflètent le darwinisme social, la « survie du plus apte » et les idées de philosophes tels que Nietzsche, telles que le mouvement fasciste croissant en Europe les interpréterait - ou mal interpréterait - de plus en plus.
Ingmar Söhrman note la suggestion selon laquelle l'éditeur de Dagen, Harald Sohlman, aurait pu avoir de la sympathie pour ces points de vue, car plus tard dans sa vie, il a rejeté le socialisme et est devenu plus politiquement conservateur (Elovson, 1953) ; le fait que Draculitz soit le méchant de l'histoire va cependant à l'encontre de cela, et non seulement le comte est détruit, mais ses associés internationaux partagent sa punition, mourant par meurtre et suicide. Rickard Berghorn décrit Mörkrets makter comme une satire, mettant en garde contre les théories du tournant du siècle qui jetteraient les bases de la « race des maîtres » d'Hitler. Mörkrets makter fait directement référence à ce zeitgeist lorsque Seward cite un tabloïd contemporain : « Soit dit en passant, la rubrique télégrammes du journal annonce plusieurs nouvelles étranges – comportement démentiel et émeutes meurtrières, organisées par des antisémites, tant en Russie et en Galice que dans le sud de la France – magasins pillés, personnes massacrées – insécurité générale des biens et des personnes - et les histoires les plus fabuleuses sur les « meurtres rituels », les enfants enlevés et d'autres crimes indicibles, qui sont tous imputés avec sérieux aux Juifs pauvres, tandis que des journaux influents incitent à une guerre d'extermination globale contre les « Israélites ». On se croirait au milieu de l'âge des ténèbres ! »
Parallèlement à la montée du fascisme, la Fin de siècle a vu se développer de nouvelles religions ésotériques, telles que la théosophie et l'ordre hermétique de l'Aube dorée, et Berghorn voit également ces mouvements satirisés dans les rituels païens occultes du culte de Draculitz.

### L'East End, Jack l'Éventreur et les meurtres du tueur aux torses de la Tamise
Clive Bloom a observé le rôle de premier plan que joue le célèbre East End de Londres dans Mörkrets makter. À la fin du XIXe siècle, la région, que Bloom décrit comme la « frontière sauvage » de la Grande-Bretagne, était associée à la pauvreté, à la maladie et au crime, et en particulier à la prostitution. Il soutient que des allusions dans le texte suggèrent que les auteurs ou traducteurs scandinaves voulaient lier Draculitz au tueur en série victorien Jack l'Éventreur, dont la série de meurtres a eu lieu dans le quartier de Whitechapel en 1888.
Hans Cornel De Roos soutient que la connexion avec l'Éventreur est basée en grande partie sur la mauvaise traduction de Dalby en 1986 de la préface islandaise, elle-même une version abrégée de la préface suédoise. Là où la version de Dalby dit que « les meurtres de Jack l'Éventreur... sont entrés dans l'histoire [de Mörkrets makter] un peu plus tard », De Roos le corrige en « les meurtres de Jack l'Éventreur... se passent un peu plus tard ». À la lumière de cette chronologie révisée, De Roos voit une référence aux meurtres du tueur aux torses de la Tamise (en) de 1887 dans le passage suivant de Mörkrets makter : « « Oui » — dit-il à bout de souffle et le feu brûlait pratiquement dans ses yeux, — « oui, ces crimes, ces meurtres terribles, ces femmes assassinées, ces gens trouvés dans des sacs dans la Tamise, ce sang, qui coule, qui coule et ruisselle, tandis que le meurtrier est introuvable ». »
Clive Bloom — qui, il faut le noter, commentait le texte islandais avant que l'existence de sa source suédoise ne soit largement connue — observe également des similitudes entre les descriptions des adeptes féminines de Draculitz et le stéréotype contemporain des prostituées juives ashkénazes « exotiques » dont leur teint et leur volupté perçue les ont rendus populaires auprès des proxénètes de l'East End.

## Historique des publications

### Mörkrets makter(Suède)
Mörkrets makter est publié pour la première fois sous forme de feuilleton dans le journal de Stockholm Dagen, du 10 juin 1899 au 7 février 1900. Une deuxième sérialisation suit entre le 6 août 1899 et le 31 mars 1900 dans le bihebdomadaire Aftonbladets Halfvecko-Upplaga, un tabloïd rural relié à Aftonbladet, un journal frère de Dagen. Alors que la variante de Dagen était presque deux fois plus longue que le roman de Stoker - 300 000 mots contre 160 000 - cette deuxième variante avait une fin raccourcie et ne comptait que 107 000 mots. La version plus longue de Dagen est à nouveau publiée dans le magazine populaire Tip-Top entre 1916 et 1918.

### Makt myrkranna(Islande)

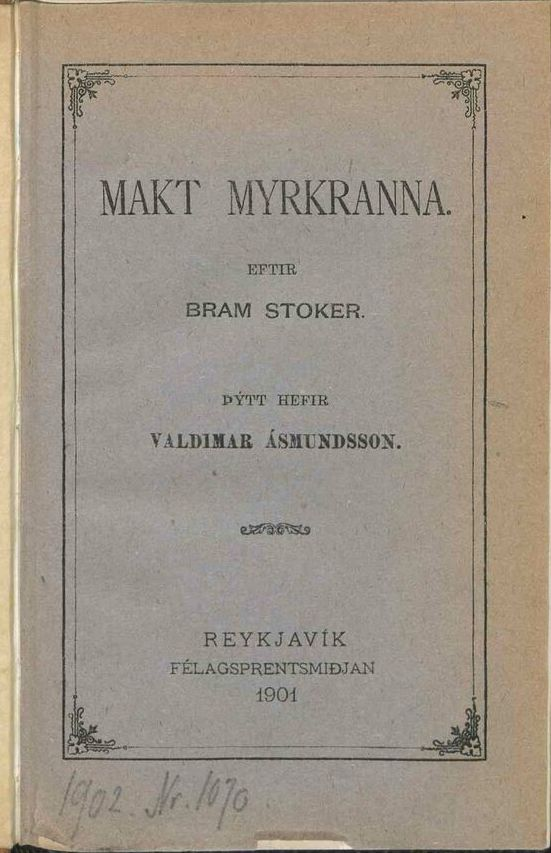
Page de titre de Makt Myrkranna

Le feuilleton islandais Makt myrkranna est paru dans le journal de Reykjavik, Fjallkonan, de janvier 1900 à mars 1901. Plus tard en 1901, il est publié sous forme de livre sous le nom de Stoker, avec la traduction attribuée à Valdimar Ásmundsson (en) et la publication simplement à « Nokkrir Prentarar », ce qui signifie « divers éditeurs ». Il a considérablement raccourci la variante d'Aftonbladet à 47 000 mots et ajoute des références aux sagas islandaises. Là où Mörkrets avait conservé le format épistolaire du roman de Stoker, Makt s'en passe après la partie transylvanienne.
Une seule critique contemporaine très négative de Makt myrkranna est connue, dans laquelle Benedikt Björnsson le décrit comme « des ordures sans valeur et parfois même pire que sans valeur, complètement dépourvues de poésie et de beauté et éloignées de toute vérité psychologique ».
Néanmoins, Makt a pris une telle importance culturelle dans son pays natal qu'au XXe siècle, Makt myrkranna est devenu la manière islandaise standard de se référer au mythe de Dracula dans le cinéma et la littérature, et le livre est suffisamment populaire pour justifier une réédition en 1950 par Hogni. Le lauréat du prix Nobel de la littérature Halldór Laxness l'a plus tard salué comme « l'un des meilleurs romans islandais importés ».

### Redécouverte, réimpressions et traductions
Le Makt myrkranna islandais a attiré l'attention du monde entier en 1986, lorsque le chercheur américain Richard Dalby (en) publie une traduction anglaise de la préface, supposée à l'époque avoir été écrite par Bram Stoker lui-même. Il suppose également que le texte entier, sous sa forme de livre publié en 1901, est un simple abrégé de Dracula et la première traduction étrangère du texte de Stoker. Toutes ces hypothèses se sont avérées discutables ou complètement fausses : la première traduction étrangère était en hongrois en 1898 ; la préface n'était presque certainement pas de Stoker, et une partie de celle-ci était probablement plagiée à partir d'une autre source ; et c'était une version raccourcie, modifiée et traduite d'un texte suédois qui était lui-même une variante, avec des ajouts aux côtés de parties traduites de Stoker.
Ce dernier fait était inconnu jusqu'à ce que Hans Corneel de Roos publie sa traduction anglaise de Makt myrkranna sous le titre Powers of Darkness : The Lost Version of Dracula en 2017. Son travail de recherche et de traduction lui a valu un prix spécial Lord Ruthven (en). L'éditeur suédois Rickard Berghorn a contacté De Roos immédiatement après la publication pour l'informer de l'existence de Mörkrets makter, dont les similitudes et la date antérieure ont confirmé qu'il était la source du texte islandais. La même année, il republie le texte suédois original, tel qu'il a été vu pour la première fois dans Dagen, avec une préface de John Edgar Browning (en) .
En 2022, William Trimble édite une nouvelle traduction anglaise, produite en relisant le manuscrit suédois lu par OCR, puis en l'exécutant via deux programmes de traduction automatisés, avant de faire affiner les résultats par un traducteur suédois et deux éditeurs anglais. Il est publié aux côtés d'essais de Roos et d'autres spécialistes de Dracula, la couverture présentant une traduction directe de la page de titre originale : « Powers of Darkness, de Bram Stoker, adaptation suédoise de A—e ».
Peu de temps après, la même année, le locuteur natif suédois Rickard Berghorn publie sa propre traduction sous le titre Powers of Darkness: The Unique Version of Dracula. Il est publié avec un nouvel essai introductif du traducteur et, pour l'édition cartonnée uniquement, une préface du professeur Clive Bloom. Les éditions Trimble et Berghorns reproduisent toutes deux des illustrations originales d'Emil Åberg, que De Roos a également publiées dans un volume séparé, Dracula : The Swedish Drawings (1899-1900). Une nouvelle édition illustrée de la traduction de Berghorn, limitée à 500 exemplaires et avec une préface de Dacre Stoker, est publiée par Centipede Press sous le titre Powers of Darkness : The First Dracula en 2022.

## Paternité et sources
Avant 2017, les chercheurs supposaient généralement que Makt myrkranna était principalement basé sur le propre travail de Stoker : soit traduit directement de Dracula, soit basé sur ses notes préparatoires et ses premières ébauches. Une fois qu'il est devenu clair que le Mörkrets makter suédois était antérieur et servait de source au Makt myrkranna islandais, le consensus scientifique est progressivement venu jeter le doute sur l'implication de Stoker (De Roos 2021).

### Identité de A—e
La série de journaux de 1899 identifie l'histoire comme une « adaptation » ( bearbetning en suédois), plutôt qu'une traduction, en soi, par quelqu'un appelé « A—e ».
Les premières suggestions selon lesquelles les initiales sont liées à Valdimar Ásmundsson, crédité avec Makt myrkranna, doivent maintenant être rejetées, car des recherches ultérieures ont prouvé que la variante suédoise était antérieure à l'islandaise.
Berghorn a rapidement rejeté la suggestion de De Roos selon laquelle il signifiait « éditeur Aftonbladets », car le mot suédois pour « éditeur » serait redaktör. Plus récemment, De Roos a proposé que les initiales représentent Albert Andersson-Edenberg (1834-1913), journaliste chevronné et associé de Sohlman, l'éditeur de Dagen qui écrivait sous des pseudonymes tels que « A.-E. », « AE » et « AE- g. » et avait parfois traduit de l'anglais. Il renforce son argument en identifiant des phrases particulières utilisées dans les deux œuvres et dans les ouvrages publiés d'Andersson-Edenberg. Berghorn a rejeté de nombreux exemples de similitudes de De Roos comme des coïncidences et des malentendus,.
Berghorn soutient que A—e doit être un ou plusieurs théosophes suédois dans la tradition d'Helena Blavatsky, puisque de nombreuses scènes supplémentaires sont clairement inspirées par la théosophie. La signature A—e était utilisée dans les écrits spirites et théosophiques à l'époque, mais ne se trouve nulle part ailleurs dans les publications suédoises. Il suppose que le traducteur suédois, socialiste, théosophe, collaborateur de Dagen et philosophe Axel Frithiof Åkerberg, et son bon ami et collaborateur, le traducteur Victor Pfeiff, étaient à l'origine de la signature.

### Implication de Stoker
Les chercheurs ont proposé différentes manières dont Stoker lui-même aurait pu être impliqué dans la création de Mörkrets makter. Au début de l'étude de Makt myrkranna, De Roos, ignorant la source suédoise antérieure du texte, a identifié plusieurs similitudes entre celui-ci et les notes de Bram Stoker, telles qu'une « pièce secrète - colorée comme du sang » et les personnages de la gouvernante silencieuse et d'un inspecteur de police. De Roos suggère plusieurs façons dont le traducteur islandais Valdimar Ássmundsson a pu être présenté à l'auteur de Dracula, notamment par l'intermédiaire d'amis littéraires communs tels que Mark Twain, Hall Caine et Frederic William Henry Myers, mais il ne trouve par ailleurs aucune preuve de correspondance entre Ássmundsson et Stoker. Quoi qu'il en soit, la redécouverte de l'original suédois prouve que les nouvelles idées de Makt myrkranna n'ont pas pour origine Ássmundsson, donc aucune connexion n'est nécessaire.
En 2016, le biographe de Stoker, Skal, a apporté son soutien à la théorie selon laquelle Mörkrets makter était basé sur une première ébauche perdue de Dracula, soulignant à nouveau des similitudes avec les notes de Stoker. L'année suivante, Berghorn a souligné des parallèles avec L'Invité de Dracula, nouvelle publiée à titre posthume par Stoker, arguant qu'il s'agissait d'un premier brouillon de Dracula et, à son tour, d'une source de Mörkrets makter  ; le « style fleuri » et le personnage de la comtesse Dolingen de Gratz sont cités, parmi d'autres similitudes. Berghorn nuance cependant ses affirmations, soulignant les références dans Mörkrets makter aux événements actuels (émeutes antisémites en France...) et à la technologie (le cinématographe) qui devraient être postérieures à toute première ébauche proposée par Stoker, et donc doit provenir des auteurs nordiques,.
Les allusions dans Mörkrets makter à Jack l'Éventreur et aux meurtres du tueur aux torses de la Tamise, à la fois dans la préface et dans l'histoire elle-même, ont également été présentées comme preuve de l'implication de Stoker. Comment un auteur ou un traducteur scandinave aurait-il eu connaissance de ces derniers incidents ? De Roos contredit cette théorie : bien qu'ils ne soient pas largement rapportés en Suède, les meurtres de la Tamise ont reçu une certaine attention dans la presse scandinave, et un journaliste comme Andersson-Edenberg aurait eu accès aux journaux britanniques. Les salles de rédaction de Stockholm, comme celles du Dagen, recevaient quotidiennement le Times et le Telegraph de Londres par télégraphe, par exemple.

### Falsification
Dans sa biographie de 2016 de Bram Stoker, David J. Skal décrit Mörkrets makter comme une « fanfiction non autorisée ». Dans leur article de 2020 Dracula ou Draculitz?, Brundan et al poussent cette notion plus loin, affirmant que l'appétit insatiable du public du XIXe siècle pour la littérature vampirique signifiait que les pratiques des écrivains et des éditeurs étaient elles-mêmes une sorte de vampirisme, s'appropriant la littérature antérieure comme Dracula s'appropriait les corps humains. Le genre victorien des vampires se caractérise donc uniquement par la fraude, la falsification et le plagiat. Citant des érudits antérieurs de Dracula tels que Rebecca A. Pope, Caryn Radick et Jennifer Wycke, ils démontrent que Stoker lui-même a considérablement emprunté à des histoires de vampires antérieures, y compris L'étranger des Carpathes (Der Fremde) de Karl von Wachsmann. Même l'histoire dans l'histoire comprend la fabrication et la tromperie, et contient plusieurs allusions au manque de fiabilité des preuves documentaires supposées authentiques : Dracula détruit les preuves primaires en brûlant des documents, par exemple, tant de textes mêmes présentés comme preuve de l'histoire à l'intérieur de l'histoire sont nécessairement des copies.
Dans la mesure où elles prétendent être des traductions, les deux versions nordiques sont des faux. Non seulement elles attribuent faussement la paternité à Stoker et contiennent des préfaces frauduleuses, mais elles empruntent également généreusement à d'autres écrits, notamment Carmilla de Sheridan Le Fanu et Le Masque de la mort rouge et La Vérité sur le cas de M. Valdemar d'Edgar Allan Poe.

## Préface et plagiat des Mémoires de Bernhard Wadström
En 1986, Richard Dalby est le premier à attirer l'attention sur la préface en dehors des pays scandinaves, traduisant pour la première fois la version islandaise en anglais (Dalby 1986). Elle est attribuée directement à Bram Stoker et présente l'histoire comme un rapport fiable d'événements réels, mais avec des noms modifiés pour protéger les identités. La version islandaise se termine par la citation de Hamlet de Shakespeare : « Il y a plus de choses dans le ciel et sur la terre qu'il n'en est rêvé dans votre philosophie ». La préface suédoise contient cependant plusieurs autres lignes, que De Roos a découvertes extraites presque mot pour mot des mémoires d'un pasteur luthérien, Bernhard Wadström, publiés en Suède trois mois avant Mörkrets makter.
D'autres éléments contiennent des traces de l'influence de Wadström, notamment l'apparition de la « Dame blanche » et le ciel ardent vu depuis une galerie au dernier étage. De Roos considère cela comme une preuve supplémentaire que Stoker n'était pas impliqué ou même au courant du texte suédois, car il est peu probable qu'il ait emprunté des idées à une publication suédoise.